# Mega Club
Mega Club – jeden z najstarszych klubów koncertowych w Katowicach. Na jego scenie występowały znane gwiazdy polskiej i zagranicznej sceny muzycznej. Mega Club jest też miejscem, w którym wypromowano wielu młodych artystów i wprowadzano nowe trendy muzyczne.
W latach 1993–2006 mieścił się w budynku przy ulicy Dworcowej 4, z początkiem 2007 roku przeniósł się do nowej siedziby w hali huty „Baildon” przy ulicy Żelaznej. Od 2019 koncerty organizowane przez Mega Club odbywają się w Międzynarodowym Centrum Kongresowym w Katowicach oraz w katowickim „Spodku”.
W latach swojej działalności klub nawiązał współpracę z producentami muzycznymi (m.in. Mystic Production, Metal Mind Productions, Independent Productions) oraz z wieloma innymi firmami branży koncertowej, stacjami radiowymi i telewizyjnymi.

## Historia klubu
Początki Mega Clubu to koncerty organizowane w klubie studenckim „Pod Rurą”. Z początkiem lat 90. klub przeszedł pod opiekę Tomasza Bresia, szefa Samorządu Studenckiego Wydziału Pedagogiki i Psychologii UŚ. Wówczas przekształcono profil działalności klubu, rozpoczynając organizację koncertów muzycznych na szerszą niż dotąd skalę. Bazując na tym pomyśle, w 1993 roku powstał Mega Club kierowany przez Tomasza Bresia i Jana Wydrę. Pierwszym zorganizowanym przez klub koncertem był koncert zespołu Kult. Siedzibą klubu od początku jego istnienia były pomieszczenia starego dworca w Katowicach(ul. Dworcowa 4). W Mega Clubie występowali artyści z Polski i zagranicy, odbywały się tam również wystawy i giełdy muzyki niezależnej.
Jednym z głównych założeń działalności klubu było otwarcie się na nowe gatunki muzyczne i wspieranie młodych artystów oraz danie młodzieży możliwości poznania na żywo gwiazd muzyki zagranicznej. W pierwszych latach działalności na scenie Mega Clubu pojawiły się m.in. zespoły takie jak: Varsovia Manta, Kat, Izrael i Armia. W 1992 zagrał zespół Piersi, było to zaraz po publikacji ich kontrowersyjnego utworu „ZChN zbliża się”. Wkrótce też zaczęto organizować koncerty punkowe, a w 1994 roku odbył się w Mega Clubie pierwszy klubowy koncert zespołu zagranicznego na Śląsku – zagrali wtedy Young Gods ze Szwajcarii.
Od 1995 roku odpowiadając na nowo pojawiające się trendy wprowadzono do klubu muzykę techno, a imprezy te cieszyły się wówczas dużą popularnością. W tym samym czasie odbyły się tu pierwsze koncerty wchodzących dopiero na scenę muzyczną Kalibra 44 i Liroya.
Przez lata klub zyskał sobie renomę wśród młodych ludzi organizując imprezy i zapraszając wiele gwiazd muzyki tak polskiej, jak i zagranicznej. Umożliwiła to współpraca z producentami muzycznymi, a także z prasą, radiem i telewizją, która nagrywała tu np. koncert zespołu Perfect.
W październiku 2006 roku, w związku z realizacją planu rozwoju klubu, rozpoczęto przygotowanie nowego lokalu przy ulicy Żelaznej w Katowicach. Wykorzystano do tego celu dobrze zachowaną halę huty Baildon, którą przystosowano do potrzeb koncertowych i klubowych. Atutem hali była duża przestrzeń i lokalizacja blisko centrum miasta. Po dokonaniu koniecznych prac klub przeniósł się tu z początkiem 2007 roku.

## Działalność pozamuzyczna
Właściciele klubu wspierają też Świetlice Środowiskowe w Katowicach, umożliwiając organizację zabaw dla dzieci do nich uczęszczających. Nawiązano także współpracę z tyskim Komitetem Pomocy Dla Zwierząt „Przystań Ocalenie”. Klub stara się promować jego działalność i wspiera finansowo, co pozwala na wykup koni z transportów i utrzymanie ich.